# Parafia Niepokalanego Poczęcia Najświętszej Maryi Panny w Domaczewie
Parafia Niepokalanego Poczęcia Najświętszej Maryi Panny w Domaczewie – rzymskokatolicka parafia znajdująca się w diecezji pińskiej, w dekanacie brzeskim, na Białorusi.

## Historia
W XIX w. w Domaczewie istniała kaplica filialna parafii Podwyższenia Krzyża Świętego w Brześciu. W 1905 została ona zastąpiona nową, murowaną świątynią.
Parafia powstała prawdopodobnie w 1922 (lub kilka lat wcześniej). Od 28 października 1925 należy do diecezji pińskiej.
Od 1935 r. administratorem parafii był ks. Stanisław Nowak. W maju 1942 r. został aresztowany przez Niemców i osadzony w więzieniu w Brześciu. Później wywieziono go do obozu koncentracyjnego w Kołdyczewie i 14 listopada 1942 r. zagazowano w przekształconym w komorę gazową samochodzie, w uroczysku Lachówka, wraz z co najmniej 6 innymi kapłanami.
Parafia zanikła po II wojnie światowej, gdy Domaczewo znalazło się w granicach Związku Sowieckiego. Część parafii położona na lewym brzegu Bugu, która pozostała w Polsce, została przyłączona do parafii Matki Bożej Różańcowej w Sławatyczach oraz Przemienienia Pańskiego w Jabłecznej. Ostatni proboszcz ks. Jan Breczko w 1945 przeprawił się na polski brzeg Bugu, zabierając ze sobą dokumenty parafialne, które dzięki temu ocalały. Kościół został znacjonalizowany i w kolejnych latach służył m.in. jako kino.
Parafia odrodziła się po upadku komunizmu. W latach 90. XX w. zwrócono kościół, który w kolejnych latach został wyremontowany. Z parafii w Sławatyczach zwrócono wyposażenie kościoła, które zdołano wywieźć w 1945.

## Proboszczowie
- ks. Bolesław Leszczyński (prawd. 1922 - 1927)
- ks. Piotr Tatarynowicz (1927 - 1932)
- ks. Franciszek Żelisko (1932 - 1933) administrator
- ks. Konstanty L. Dołęga-Cegielski (1933 - 1935)
- ks. Stanisław Leonard Nowak (1935 - 1942) administrator
- ks. Jan Breczko (1942 - 1945) następnie proboszcz w Hannie
- po 1990 brak danych